# Wilhelm Niemeyer (Kunsthistoriker)
Wilhelm Niemeyer (* 11. Juni 1874 in Barchfeld bei Eisenach; † 27. August 1960 in Hamburg) war ein deutscher Kunsthistoriker, Dozent und Schriftsteller.

## Leben und Wirken
Wilhelm Niemeyer war der Sohn eines Pastors. Er legte 1892 sein Abitur in Gießen ab und studierte anschließend Geschichte und Philosophie und ab 1899 auch Kunstgeschichte in Heidelberg. Ab 1901 setzte er sein Studium in Leipzig fort, wo er 1903 bei August Schmarsow mit einer Arbeit über den Stilwandel von der Spätgotik zur Renaissance promovierte. Nach einer kurzen Tätigkeit 1904 in der Verwaltung der Bibliothek des Kunstgewerbemuseums in Berlin wurde Niemeyer ab 1905 Dozent an der Kunstgewerbeschule Düsseldorf. 1909 gehörte er zu den Mitbegründern des Sonderbunds in Düsseldorf. 1910 wurde er Dozent für Kunstgeschichte und Bibliotheksleiter an der Staatlichen Kunstgewerbeschule in Hamburg.
Nachdem Niemeyer 1908 mit den Strophen des Zwiemuts erste Dichtungen vorgelegt hatte, wurde er 1919 literarisches Mitglied der Hamburgischen Sezession und gründete im folgenden Jahr den Kunstbund Hamburg, der sich mit zeitgenössischer Kunst in Hamburg befasste. Die gemeinsam mit Rosa Schapire herausgegebene Kündung (1921/22) wird als wichtigste expressionistische Zeitschrift Hamburgs gesehen. Seit der Zeit als passives Mitglied der Künstlergruppe Brücke war er eng befreundet mit dem Maler Karl Schmidt-Rottluff und war ein Sammler seiner Werke, bevor er sich als Mentor 1922 Franz Radziwill zuwandte, dessen entscheidenden Dresden-Aufenthalt 1927/28 er zum großen Teil aus eigenen Mitteln finanzierte. Der von Wilhelm Niemeyer mit Franz Radziwill geführte Schriftwechsel wurde erst 1990 unter dem Titel „Franz Radziwill – Wilhelm Niemeyer, Dokumente einer Freundschaft“ von dem Kunsthistoriker Gerhard Wietek herausgegeben.

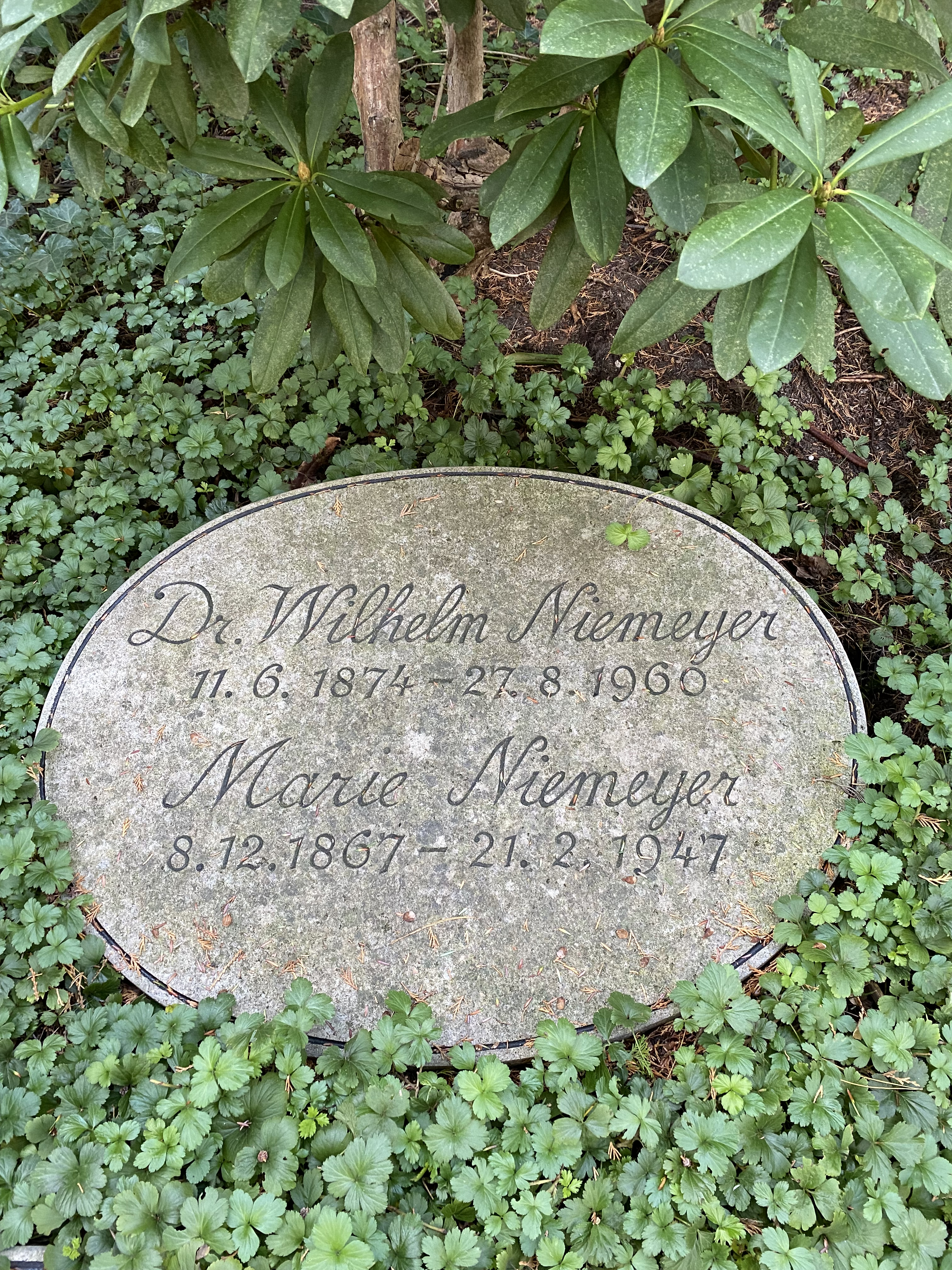
Grabstätte

Niemeyer gehörte als Repräsentant des Kampfbundes für deutsche Kultur zu den Hamburger NS-Protagonisten.
1930 verlor Niemeyer seine Dozentur in Hamburg aufgrund von Differenzen mit dem Leiter der Kunstgewerbeschule Max Sauerlandt, wurde 1933 nach dessen Beurlaubung jedoch wieder eingesetzt. 1938 erfolgte die Entlassung in den vorzeitigen Ruhestand. Er war als Kritiker 1937 anlässlich der Münchner Ausstellung „Entartete Kunst“ verunglimpft worden.
Wilhelm Niemeyer war seit 1904 verheiratet mit der Sängerin und Pianistin Marie Niemeyer, geborene Schulz (1867–1947). Sie hatten eine Adoptivtochter. Niemeyer starb am 27. August 1960 in Hamburg und wurde auf dem Nienstedtener Friedhof neben seiner Frau beigesetzt.